# Itaquaquecetuba
Itaquaquecetuba – miasto w Brazylii, w stanie São Paulo.
Według spisu powszechnego w 2010 roku w mieście mieszkało 321 770 osób.
W mieście rozwinął się przemysł chemiczny, hutniczy oraz samochodowy.
W mieście ma siedzibę klub piłkarski Itaquaquecetuba AC.